# Pasmo wzrokowe

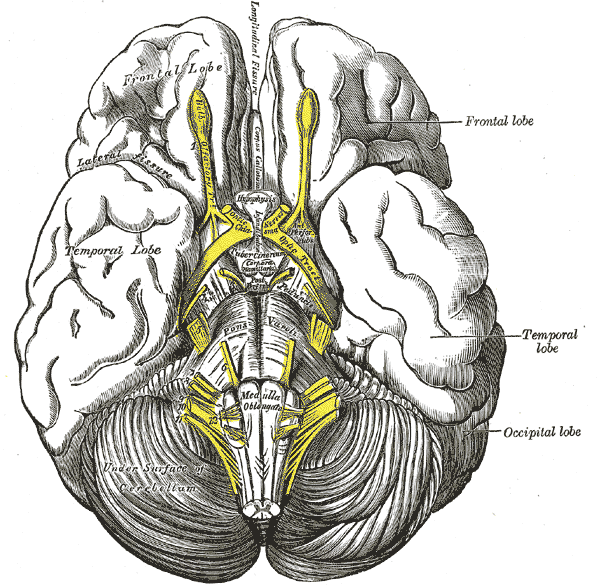
Mózg człowieka. Pasmo wzrokowe podpisane Optic tract.

Pasmo wzrokowe (łac. tractus opticus) – część drogi wzrokowej w mózgu. Rozciąga się od skrzyżowania wzrokowego do ciała kolankowatego bocznego (do prawego – prawe pasmo wzrokowe i analogicznie do lewego ciała kolankowatego bocznego – lewe pasmo wzrokowe). Pasmo wzrokowe tworzą aksony (wypustki osiowe) komórek zwojowych siatkówki, które podążają do podkorowego ośrodka wzroku (ciała kolankowatego bocznego). Komórki zwojowe siatkówki wraz z wypustkami stanowią trzeci neuron drogi wzrokowej (pierwszym są czopki i pręciki, a drugim komórki dwubiegunowe siatkówki). 
Ponieważ u człowieka w obrębie skrzyżowania wzrokowego przechodzą na stronę przeciwną wypustki komórek zwojowych przyśrodkowych połówek siatkówki (a więc odpowiedzialnych za boczne, czyli skroniowe połowy pola widzenia lewego i prawego oka – gdyż na siatkówce powstaje obraz rzeczywisty odwrócony), to w paśmie wzrokowym znajdują się już tylko wypustki z prawej (lewe pasmo) lub lewej (prawe pasmo) połowy pola widzenia obu oczu. Stąd uszkodzenie pasma wzrokowego powoduje niedowidzenie połowicze jednoimienne, a uszkodzenie obu pasm wzrokowych całkowitą ślepotę (podkorową).
Do diagnostyki uszkodzeń w obrębie pasma wzrokowego stosuje się obrazowanie rezonansu magnetycznego (ocena morfologiczna) i wzrokowe potencjały wywołane (ocena czynnościowa).